# Roel Moors
Roel Moors (Herentals, 16 december 1978) is een Belgische basketbalcoach en voormalig basketballer.

## Carrière
Moors startte zijn carrière bij Nieuw Brabo Antwerp maar trok in 1997 naar Bree BBC. Na een seizoen ging hij spelen voor Cuva Houthalen en daarna voor Excelsior Brussels. In 2000 ging hij spelen voor eersteklasser Racing Basket Antwerpen waar hij twee seizoenen speelde. Van 2002 tot 2006 speelde hij voor Spirou Charleroi en won drie keer de landstitel en een keer de beker. Hierna trok hij naar de Franse eersteklasser LDLC ASVEL en keerde terug bij Basket Groot Leuven.
Het seizoen 2007/08 bracht hij opnieuw door bij Spirou Charleroi. Hij speelde hierna een seizoen voor de Gent Hawks. In 2009 keerde hij terug naar de Antwerp Giants en speelde er de volgende zes jaar. In 2015 besloot hij te stoppen als profbasketballer en werd zijn rugnummer 4 teruggetrokken door de Giants.
In 2015 werd hij assistent-coach onder Paul Vervaeck maar werd in november 2015 al hoofdcoach na Vervaecks ontslag bij de Antwerpse club. Hij werd twee keer tweede in de Belgische competitie bij de Giants en won een keer de beker in 2019. Hij werd in 2016 en 2019 verkozen tot Coach van het jaar. In 2019 tekende hij bij het Duitse Brose Baskets maar moest na een seizoen vertrekken en wisselde de club in voor reeksgenoot BG Göttingen. In 2023 tekende hij bij het Duitse Baskets Bonn en bleef er coach tot in januari 2025 toen hij ontslagen werd.
In februari 2025 werd hij opnieuw coach van de Antwerp Giants en volgde Jill Lorent op.

## Erelijst

### Als speler
- Belgisch landskampioen: 2003, 2004, 2008
- Belgisch bekerwinnaar: 2003
- Belgisch speler van het jaar: 2003, 2004, 2011, 2013

### Als coach
- Belgisch bekerwinnaar: 2019
- Coach van het jaar: 2016, 2019